# Okręgowe rozgrywki w piłce nożnej woj. olsztyńskiego (1975/1976)
Drużyny z województwa olsztyńskiego występujące w ligach centralnych i makroregionalnych:
- I liga – brak
- II liga – brak

Rozgrywki okręgowe:
- Klasa okręgowa (III poziom rozgrywkowy)
- Klasa A  - 4 grupy (IV poziom rozgrywkowy)
- Klasa B - 18 grup (V poziom rozgrywkowy)
- klasa C (gminna) - podział na grupy (VI poziom rozgrywkowy)

Od nowego sezonu klasa wojewódzka A OZPN Olsztyn będzie IV poziomem ligowym w kraju.
Także za sprawą nowego podziału administracyjnego, zespoły po sezonie zostały przeniesione do odpowiednich klas rozgrywkowych (OZPN Olsztyn, OZPN Elbląg, OZPN Suwałki, OZPN Toruń i OZPN Ciechanów).

## Klasa okręgowa

### gr. I (jesień)
| Poz. | Klub                     | M  | Pkt. | Bramki | Uwagi               |
| ---- | ------------------------ | -- | ---- | ------ | ------------------- |
| 1    | Stomil Olsztyn (s)       | 18 | 35   | 67-7   | do gr. I (wiosna)   |
| 2    | Śniardwy Orzysz          | 18 | 23   | 34-18  | do gr. I (wiosna)   |
| 3    | Granica Kętrzyn          | 18 | 23   | 30-15  | do gr. II (wiosna)  |
| 4    | Metalowiec Mrągowo       | 18 | 21   | 34-39  | do gr. II (wiosna)  |
| 5    | Jurand Bemowo Piskie     | 18 | 17   | 35-27  | do gr. III (wiosna) |
| 6    | Victoria Bartoszyce      | 18 | 16   | 43-38  | do gr. III (wiosna) |
| 7    | Mazur Pisz (b)           | 18 | 16   | 23-34  | do gr. IV (wiosna)  |
| 8    | Agrokompleks Kętrzyn (b) | 18 | 16   | 31-43  | do gr. IV (wiosna)  |
| 9    | Mamry Giżycko            | 18 | 5    | 10-44  | do gr. V (wiosna)   |
| 10   | Vęgoria Węgorzewo (b)    | 18 | 3    | 11-69  | do gr. V (wiosna)   |

### gr. II (jesień)
| Poz. | Klub                       | M  | Pkt. | Bramki | Uwagi               |
| ---- | -------------------------- | -- | ---- | ------ | ------------------- |
| 1    | Gwardia Szczytno           | 18 | 27   | 37-11  | do gr. I (wiosna)   |
| 2    | Start Nidzica              | 18 | 24   | 24-19  | do gr. I (wiosna)   |
| 3    | Warmia Olsztyn             | 18 | 22   | 27-16  | do gr. II (wiosna)  |
| 4    | Jeziorak Iława (b)         | 18 | 21   | 34-30  | do gr. II (wiosna)  |
| 5    | Gwardia Olsztyn            | 18 | 16   | 25-26  | do gr. III (wiosna) |
| 6    | Polonia Lidzbark Warmiński | 18 | 16   | 19-25  | do gr. III (wiosna) |
| 7    | Sokół Ostróda              | 18 | 16   | 22-29  | do gr. IV (wiosna)  |
| 8    | Warfama Dobre Miasto (b)   | 18 | 14   | 25-29  | do gr. IV (wiosna)  |
| 9    | Błękitni Orneta (b)        | 18 | 13   | 19-36  | do gr. V (wiosna)   |
| 10   | Chemik Olsztyn (b)         | 18 | 11   | 25-36  | do gr. V (wiosna)   |

### gr. I (wiosna)
| Poz. | Klub               | M | Pkt. | Bramki | Uwagi             |
| ---- | ------------------ | - | ---- | ------ | ----------------- |
| 1    | Gwardia Szczytno   | 6 | 8    | 7-5    | baraże o II ligę  |
| 2    | Stomil Olsztyn (s) | 6 | 7    | 12-5   | III liga          |
| 3    | Śniardwy Orzysz    | 6 | 7    | 5-9    | III liga          |
| 4    | Start Nidzica      | 6 | 2    | 1-6    | (klasa A Olsztyn) |

### gr. II (wiosna)
| Poz. | Klub               | M | Pkt. | Bramki | Uwagi             |
| ---- | ------------------ | - | ---- | ------ | ----------------- |
| 5    | Warmia Olsztyn     | 6 | 10   | 11-5   | (klasa A Olsztyn) |
| 6    | Granica Kętrzyn    | 6 | 8    | 9-8    | (klasa A Olsztyn) |
| 7    | Jeziorak Iława (b) | 6 | 4    | 10-11  | (klasa A Olsztyn) |
| 8    | Metalowiec Mrągowo | 6 | 2    | 5-11   | (klasa A Olsztyn) |

### gr. III (wiosna)
| Poz. | Klub                       | M | Pkt. | Bramki | Uwagi             |
| ---- | -------------------------- | - | ---- | ------ | ----------------- |
| 9    | Gwardia Olsztyn            | 6 | 7    | 8-5    | klasa A (Olsztyn) |
| 10   | Agrokompleks Kętrzyn (b)   | 6 | 7    | 8-6    | klasa A (Olsztyn) |
| 11   | Polonia Lidzbark Warmiński | 6 | 7    | 11-12  | klasa A (Olsztyn) |
| 12   | Jurand Bemowo Piskie       | 6 | 4    | 9-13   | klasa A (Suwałki) |

### gr. IV (wiosna)
| Poz. | Klub                     | M | Pkt. | Bramki | Uwagi             |
| ---- | ------------------------ | - | ---- | ------ | ----------------- |
| 13   | Sokół Ostróda            | 6 | 8    | 9-6    | klasa A (Olsztyn) |
| 14   | Warfama Dobre Miasto (b) | 6 | 7    | 11-10  | klasa A (Olsztyn) |
| 15   | Victoria Bartoszyce      | 6 | 5    | 9-9    | klasa A (Olsztyn) |
| 16   | Mazur Pisz               | 6 | 4    | 7-11   | klasa A (Suwałki) |

### gr. V (wiosna)
| Poz. | Klub                  | M | Pkt. | Bramki | Uwagi             |
| ---- | --------------------- | - | ---- | ------ | ----------------- |
| 17   | Błękitni Orneta (b)   | 6 | 8    | 17-6   | klasa A (Elbląg)  |
| 18   | Chemik Olsztyn (b)    | 6 | 6    | 19-14  | klasa A (Olsztyn) |
| 19   | Mamry Giżycko         | 6 | 6    | 10-18  | klasa A (Suwałki) |
| 20   | Vęgoria Węgorzewo (b) | 6 | 4    | 4-12   | klasa A (Suwałki) |

- Gwardia Szczytno nie awansowała do II ligi

## Klasa A

### grupa I
| Poz. | Klub                         | M  | Pkt. | Uwagi               |
| ---- | ---------------------------- | -- | ---- | ------------------- |
| 1    | Start Działdowo              | 18 | 34   | klasa A (Ciechanów) |
| 2    | Pogoń Prabuty                | 18 | 30   | klasa A (Elbląg)    |
| 3    | Unia Susz                    | 18 | 29   | klasa A (Elbląg)    |
| 4    | LZS Rudzienice               | 18 | 29   | klasa B (Olsztyn)   |
| 5    | Wel Lidzbark Welski          | 18 | 23   | klasa A (Ciechanów) |
| 6    | Ossa Biskupiec Pomorski      | 18 | 23   | klasa A (Toruń)     |
| 7    | Drwęca Nowe Miasto Lubawskie | 18 | 20   | klasa A (Toruń)     |
| 8    | Motor Lubawa                 | 18 | 19   | klasa B (Olsztyn)   |
| 9    | LZS Bielice                  | 18 | 15   | klasa A (Toruń)     |
| 10   | Start II Nidzica             | 18 | 15   | klasa C (Olsztyn)   |
| 11   | LZS Narzym                   | 18 | 14   | klasa A (Ciechanów) |
| 12   | LZS Kozłowo                  | 18 | 13   | klasa C (Olsztyn)   |

### grupa II
| Poz. | Klub                 | M  | Pkt. | Uwagi             |
| ---- | -------------------- | -- | ---- | ----------------- |
| 1    | Kormoran Ostróda     | 22 | 37   | klasa A (Olsztyn) |
| 2    | Huragan Morąg        | 22 | 31   | klasa B (Olsztyn) |
| 3    | LZS Małdyty          | 22 | 28   | klasa B (Olsztyn) |
| 4    | LZS Gągławki         | 22 | 28   | klasa B (Olsztyn) |
| 5    | LZS Miłomłyn         | 22 | 28   | klasa B (Olsztyn) |
| 6    | Olimpia Olsztynek    | 22 | 23   | klasa B (Olsztyn) |
| 7    | PGR Barczewo         | 22 | 21   | klasa B (Olsztyn) |
| 8    | Mechanizator Ostróda | 22 | 18   | klasa B (Olsztyn) |
| 9    | LZS Stare Jabłonki   | 22 | 17   | klasa B (Olsztyn) |
| 10   | PGR Dobre Miasto     | 22 | 16   | klasa B (Olsztyn) |
| 11   | LZS Szyldak          | 22 | 9    | klasa C (Olsztyn) |
| 12   | PGR Miłakowo         | 22 | 9    | klasa C (Olsztyn) |

### grupa III
| Poz. | Klub                      | M  | Pkt. | Uwagi             |
| ---- | ------------------------- | -- | ---- | ----------------- |
| 1    | Zatoka Braniewo           | 22 | 34   | klasa A (Elbląg)  |
| 2    | Łyna Sępopol              | 22 | 31   | klasa B (Olsztyn) |
| 3    | LZS Rogity                | 22 | 31   | klasa B (Elbląg)  |
| 4    | Syrena Młynary            | 22 | 26   | klasa B (Elbląg)  |
| 5    | PGR Braniewo              | 22 | 25   | klasa B (Elbląg)  |
| 6    | Cresovia Górowo Iławeckie | 22 | 24   | klasa B (Olsztyn) |
| 7    | LZS Bezledy               | 22 | 21   | klasa B (Olsztyn) |
| 8    | Polonia Pasłęk            | 22 | 19   | klasa A (Elbląg)  |
| 9    | Zalew Frombork            | 22 | 17   | klasa B (Elbląg)  |
| 10   | Victoria II Bartoszyce    | 22 | 16   | klasa B (Olsztyn) |
| 11   | LZS Dąbrowa               | 22 | 11   | klasa B (Elbląg)  |
| 12   | Wałsza Pieniężno          | 22 | 9    | klasa B (Elbląg)  |

### grupa IV
| Poz. | Klub                | M  | Pkt. | Uwagi             |
| ---- | ------------------- | -- | ---- | ----------------- |
| 1    | Orlęta Reszel       | 22 | 40   | klasa A (Olsztyn) |
| 2    | Tęcza Biskupiec     | 22 | 39   | klasa B (Olsztyn) |
| 3    | PGR Baranowo        | 22 | 37   | klasa A (Suwałki) |
| 4    | Jurand Barciany     | 22 | 26   | klasa B (Olsztyn) |
| 5    | LZS Łankiejmy (b)   | 22 | 23   | klasa B (Olsztyn) |
| 6    | LZS Lipowo (b)      | 22 | 21   | klasa B (Olsztyn) |
| 7    | LZS Woźnice (b)     | 22 | 19   | klasa B (Suwałki) |
| 8    | ZKS Ruciane-Nida    | 22 | 18   | klasa B (Suwałki) |
| 9    | LZS Bartążek        | 22 | 17   | klasa B (Olsztyn) |
| 10   | LZS Sątopy-Samulewo | 22 | 13   | klasa C (Olsztyn) |
| 11   | LZS Ryn (b)         | 22 | 10   | klasa B (Suwałki) |

- LZS Wielbark wycofał się z rozgrywek w trakcie sezonu (klasa C Olsztyn).

## Klasa B
- 18 grup po 10 zespołów
- do klasy B (Olsztyn) przeszły: LZS Klewki, Błękitni Pasym, Gwardia II Szczytno i LZS Skierki